# Nelly Korda
Nelly Korda (Bradenton, 28 de julho de 1998) é uma jogadora profissional de golfe estadunidense, campeã olímpica.

## Carreira
Como amadora, Korda ganhou em 2015 o Harter Hall Invitational e o PING Invitational. Ela começou sua carreira profissional em 2016 no Symetra Tour, onde venceu seu primeiro evento profissional no Sioux Falls GreatLIFE Challenge após disparar rodadas de 68-67-69-66 para uma vitória de três tacadas sobre Wichanee Meechai. Nos Jogos Olímpicos de Verão de 2020, conquistou a medalha de ouro na disputa feminina.